# Dzieżkowce-Hrud
Dzieżkowce-Hrud, Dzieszkowce-Hrud (biał. Дзешкаўцы-Груд; ros. Дешковцы-Груд) – wieś na Białorusi, w obwodzie grodzieńskim, w rejonie świsłockim, w sielsowiecie Porozów.
W dwudziestoleciu międzywojennym miejscowość leżała w Polsce, w województwie białostockim, w powiecie wołkowyskim, w gminie Porozów. 16 października 1933 utworzono gromadę Dzieżkowce w gminie Porozów. Po II wojnie światowej weszła w struktury ZSRR.